# Plaza Benito Nazar
La Plaza General Benito Nazar se encuentra en el barrio de Villa Crespo en la Ciudad Autónoma de Buenos Aires, Argentina.

## Ubicación
La plaza se encuentra limitada por las calles Apolinario Figueroa, Valentín Virasoro, Olaya y Antezana

## Historia
El terreno donde se ubica la plaza fueron comprados por Benito Nazar y su esposa Lucía Yaniz el 1 de octubre de 1849 en un monto de $25 000 moneda corriente y comprendía una fracción de 836 leguas compuesta por 13 cuadras cuadradas de figura irregular.
La plaza fue donada por la hija del general Benito Nazar, Inés Nazar Yañiz. Se encuentra ubicada en los terrenos pertenecientes a la familia Nazar. Frente a la plaza se ubica la Asociación Benito Nazar, esta Asociación se halla en terrenos también donados por la familia Nazar.
La manzana donada a la Municipalidad quedó establecida en 1911, a partir de la cesión gratuita a favor de la Municipalidad por parte de María Inés Nazar de un terreno de su propiedad con destino a la formación de una plaza. En dichos archivos fechados en 1928 figura que la misma ya se encontraba abierta al público, cuya ubicación correspondía a la zona norte de la ciudad de Buenos Aires, Parroquia San Bernardo, Circunscripción 15, contando con una extensión de 94 metros al noroeste sobre la calle Apolinario Figueroa, 85 metros al noreste sobre Antezana y 92,50 metros al sudeste sobre Olaya 20.Inicialmente se pensó en convertirla en un campo de deportes, organizar partidos de fútbol, en los que se daría preferencia a los hijos de los socios de la Sociedad de Fomento General Benito Nazar, ubicada enfrente de la plaza. 
En febrero de 1928, la Dirección de Plazas y Paseos Públicos de la Ciudad de Buenos Aires, comenzó los preparativos para dar comienzo a la planificación de la plaza. La Asociación Vecinal y Biblioteca Popular General Benito Nazar, (hoy cita en Antezana N° 340 frente a la plaza). La Sociedad de Fomento trató por todos sus medios de mantener viva la memoria del general Benito Nazar y cumplir de esa manera con todos los deseos de su benefactora María Inés Nazar. Se inauguró el 11 de noviembre de 1929 por el intendente José Luis Cantilo.

## Características
Posee un mástil en el centro de la plaza. Esta plaza es utilizada en los festejos del natalicio del barrio de Villa Crespo